# 聚糖
聚糖（英語：glycan）或聚醣，是由多個各式單醣經由糖苷键聚合而成的寡糖或多糖（聚合物）。“聚糖”也作多糖名词的后缀，例如：糖胺聚糖。
儘管國際純化學和應用化學聯合會（IUPAC）将“聚糖”与“多糖”（polysaccharide）视为同义词，但在应用上，聚糖一词也可用于指糖缀合物（glycoconjugate）的碳水化合物部分，即使该碳水化合物部分仅为寡糖（糖缀合物包括：糖蛋白、糖脂、蛋白聚糖等）。
聚糖通常仅由单糖的O-糖苷键连接组成，可为单糖残基的均聚物或杂聚物，并且可以是线性的或分支的结构。

## 聚糖和蛋白質
聚醣可以附著在蛋白質上，如糖蛋白和蛋白聚醣。 一般來說，它們存在於細胞的外表面。 O-和N-連接聚醣在真核生物中非常常見，但也可能在原核生物中發現，儘管不太常見。

## 聚糖和脂質
參見糖脂

## 結構多樣性
聚醣被稱為蛋白質和DNA之後的第三種生物聚合物，但它們的特性是結構多樣性。氨基酸和核鹼基是蛋白質和DNA的材料，只能連續排列，而糖可以利用大量的羟基進行結合，因此可以分支形成複雜的結構。

## 轶事
在日本朝日放送製作的綜藝節目『全民家庭醫學』的其中一集中，將其比喻為細胞的天線，形容是影響人體免疫力的關鍵。

## 另見
- 醣基化
- 糖苷
- 糖苷水解酶
- 糖基轉移酶（英语：Glycosyltransferase）

## 外部連結
- Emanual Maverakis;  et al. . Journal of Autoimmunity. 2015, 57: 1–13. PMC 4340844 . PMID 25578468. doi:10.1016/j.jaut.2014.12.002.